# Laonice quadridentata
Laonice quadridentata är en ringmaskart som beskrevs av Blake och Kudenov 1978. Laonice quadridentata ingår i släktet Laonice och familjen Spionidae. Inga underarter finns listade i Catalogue of Life.